# New Orleans (Schiff, 1898)
Die zweite USS New Orleans (später CL-22) war ein Geschützter Kreuzer der United States Navy. Sie wurde als Amazonas für die brasilianische Marine begonnen, aber von den Vereinigten Staaten am 16. März 1898 fast fertig gekauft, um einen befürchteten Ankauf durch die spanische Marine kurz vor dem drohenden Krieg zu verhindern. Sie kam 1898 als Kreuzer New Orleans in den Dienst der US Navy und nahm noch am Spanisch-Amerikanischen Krieg vor Kuba teil.
1900 bis 1916 wurde sie im Pazifik eingesetzt. Beim Eintritt der USA in den Ersten Weltkrieg verlegte der Kreuzer in den Atlantik und blieb hier im Geleitzugdienst bis zum Januar 1918 im Einsatz. 1918 wurde die New Orleans wieder in den Pazifik verlegt, wo sie Ende 1922 außer Dienst gestellt wurde. 1930 wurde die New Orleans zusammen mit ihrem Schwesterschiff Albany zum Abbruch verkauft.

## Baugeschichte

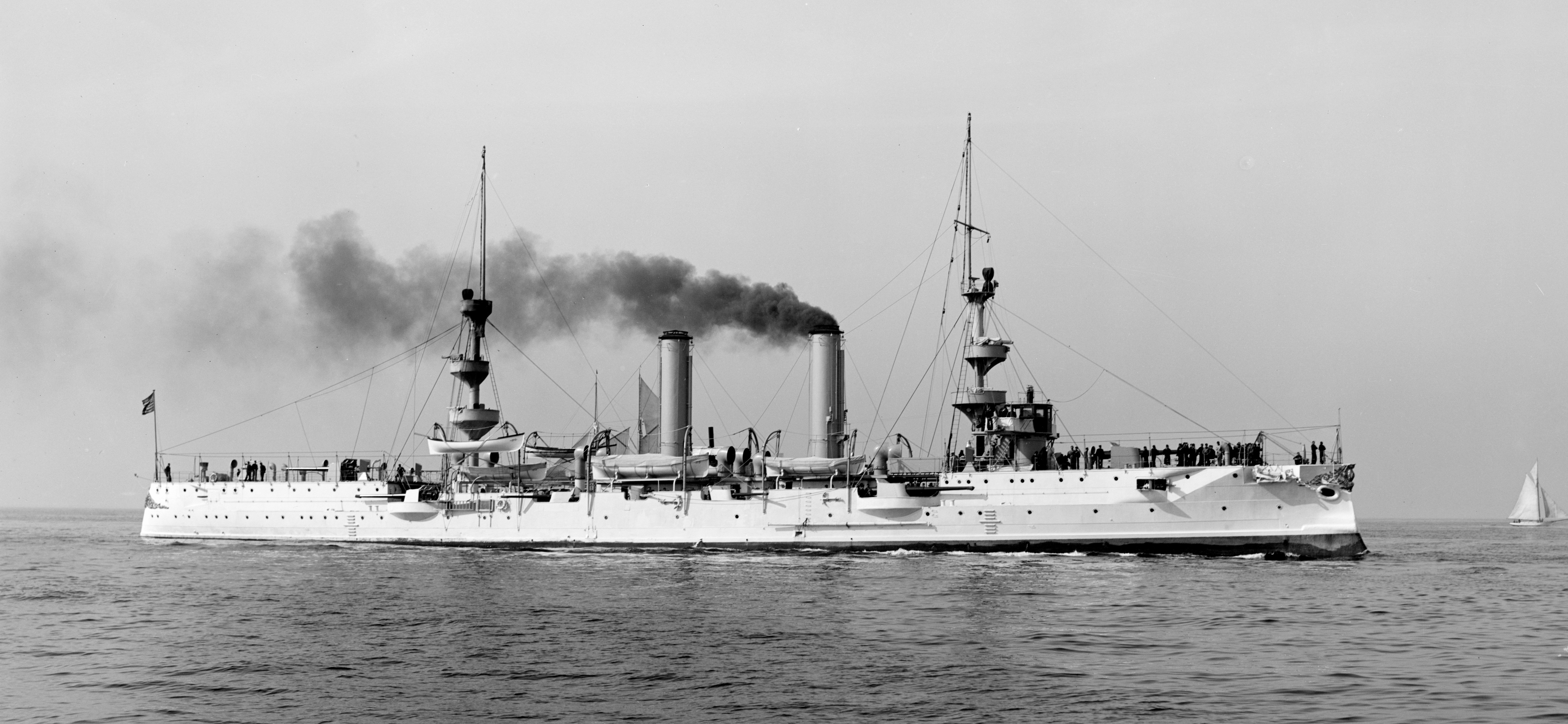
USS New Orleans, 1899

Die brasilianische Marine bestellte 1895 bei der Kriegsschiffswerft der Firma Armstrong, Mitchell & Co in Elswick bei Newcastle upon Tyne drei Kreuzer, die etwas kleiner waren als die größten bislang gelieferten Elswick-Kreuzer an Japan, Argentinien und Chile. Wohl wegen Zahlungsschwierigkeiten hatte Brasilien den ersten dieser Kreuzer noch auf den Helgen an Chile verkauft, wo er 1897 als Ministro Zenteno in Dienst kam. Der zweite Kreuzer wurde ebenfalls 1897 als Almirante Barroso an Brasilien geliefert. Das dritte Schiff war Ende 1896 als Amazonas vom Stapel gelaufen. Dazu hatte Brasilien ein weiteres Schiff in Auftrag gegeben, das wegen starker Auslastung der Bauwerft aber erst Ende 1897 begonnen werden konnte.
Am 16. März 1898 erfolgte der Ankauf des inzwischen fertiggestellten dritten Schiffes und des unfertigen Ersatzbaus durch die Vereinigten Staaten, die angesichts der bestehenden Spannungen mit Spanien einen Verkauf dieser Schiffe an die Spanische Marine verhindern wollten.
Die für Brasilien von Philip Watts konstruierten Kreuzer verdrängten etwas über 3400 tn.l., waren 113,5 m lang und 13,4 m breit und hatten einen mit Kupfer verkleideten Rumpf für den Einsatz in tropischen Gewässern. Die vom Humphrys & Tennant gelieferten Vierzylinder-Dreifach-Expansionsmaschinen leisteten 6500 PSi auf zwei Schrauben.

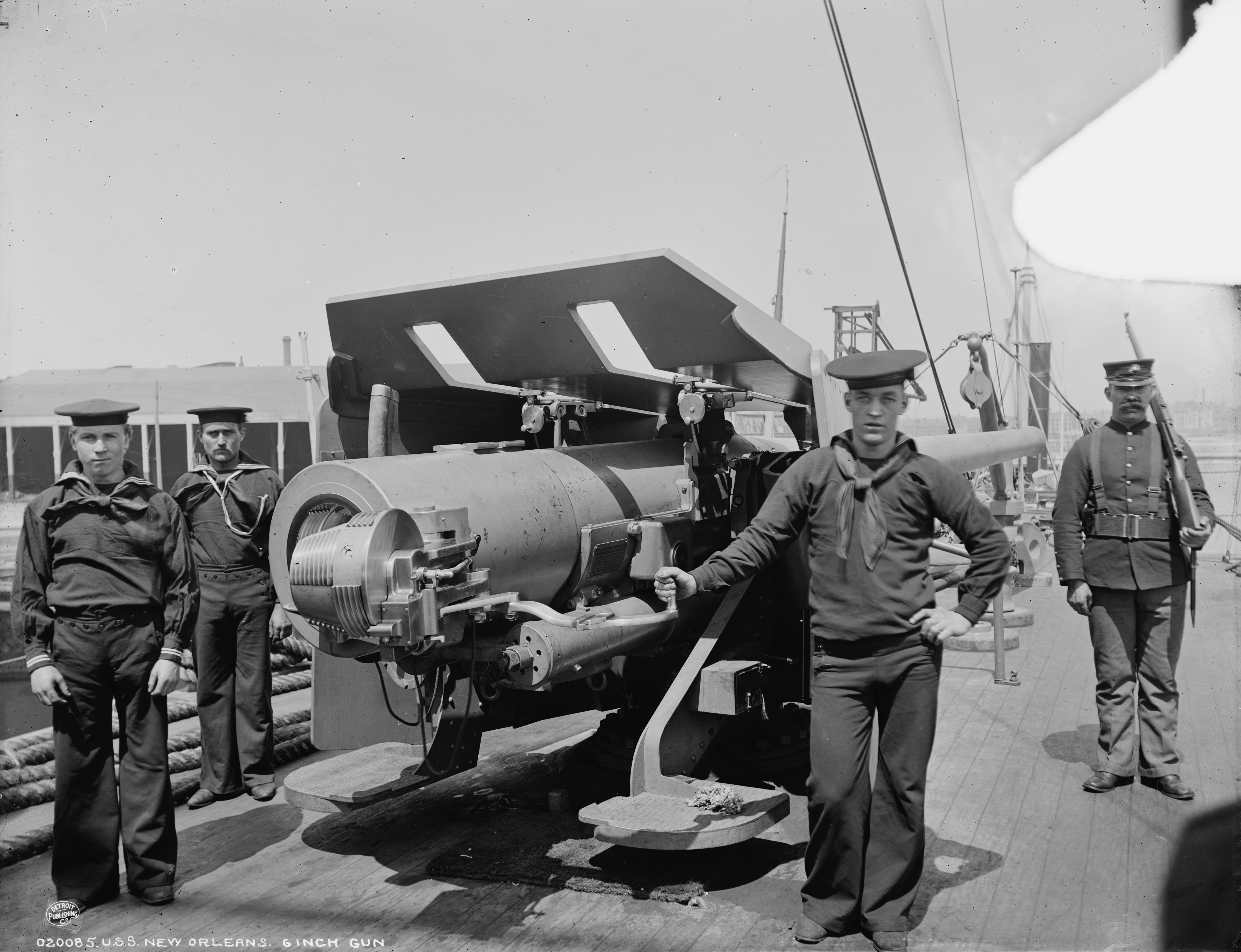
6 Zoll-Kanone der New Orleans

Die von den USA angekauften Kreuzer behielten die für die brasilianische Marine vorgesehene Mischbewaffnung von sechs 6-Zoll- und vier 4,7 Zoll-Schnellfeuergeschützen des Herstellers.
Daneben hatten sie zehn Sechspfünder- und vier Einpfünder-Kanonen, vier Maschinengewehre System Colt sowie drei 45-cm-Torpedorohre (Bugrohr und zwei Breitseitsrohre).

Zwischen 1903 und 1907 wurden die beiden Elswick-Kreuzer umbewaffnet. Für die verwendeten 12-cm – und 15,2-cm-Armstrong-Geschütze, die nicht in der US Navy und auch sonst nur in wenigen Schiffen installiert worden waren, erhielten sie zehn amerikanische 5 Zoll (12,7 cm)-L/50-Geschütze. Allerdings waren diese Geschütze auch eine Neuentwicklung, die erst in verbesserter Form eine weite Verbreitung in der Navy fanden. Die ausgebauten britischen Geschütze fanden Verwendung als Küstengeschütze im Pazifik.
Die in Gravesend in der Vorbereitung der Überführung befindliche Amazonas wurde schon wie Tage nach dem Ankauf am 18. März mit einer vom Kreuzer USS San Francisco abgegebenen Überführungsbesatzung von 111 Mann in Dienst gestellt und lief am 27. mit der San Francisco nach New York aus, wo sie für den Kriegseinsatz ausgerüstet wurde.

## Einsatzgeschichte

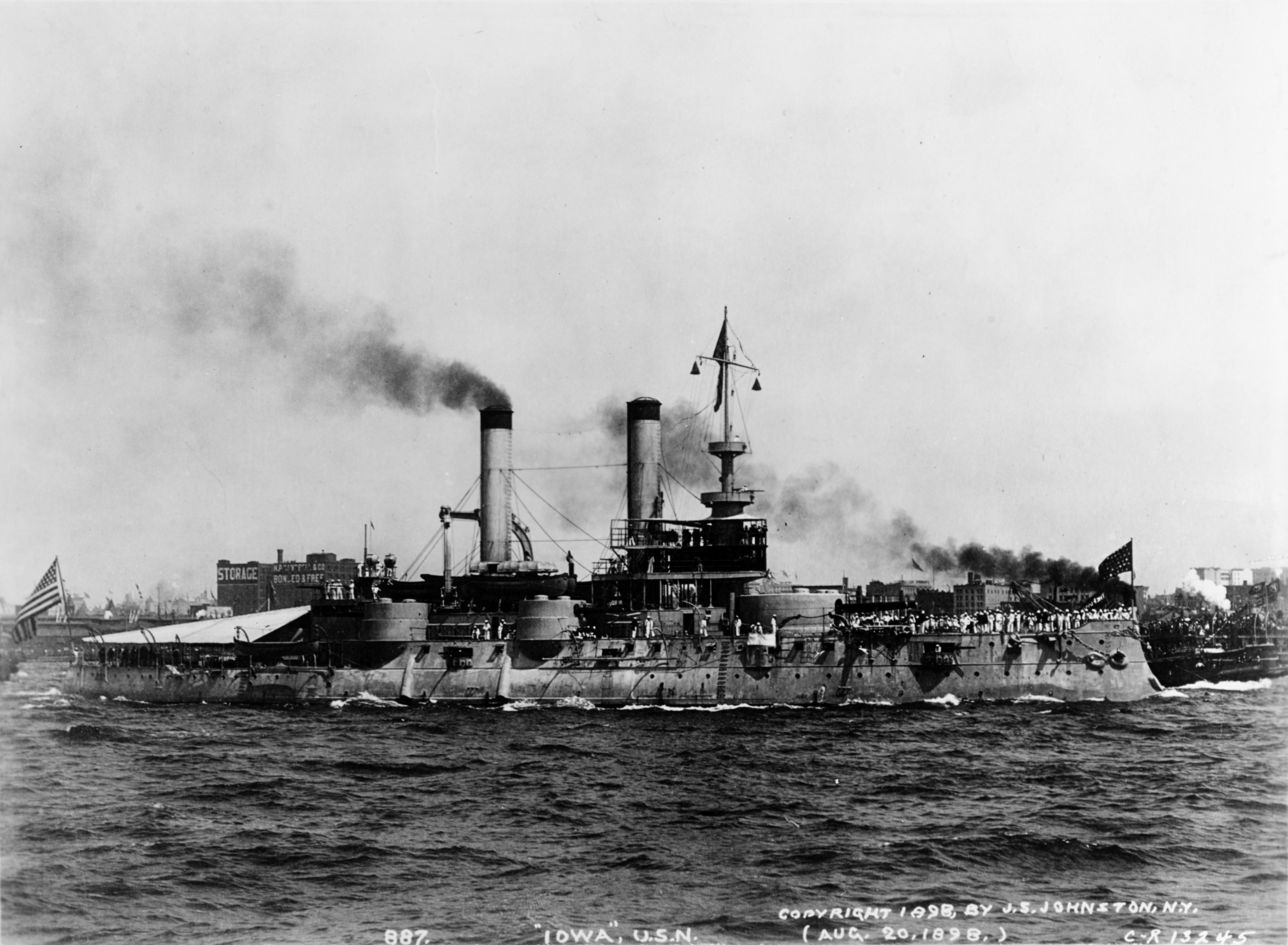
USS Iowa, 1898

Die New Orleans verließ am 27. Mai 1898 Norfolk, um am 30. Mai zum Einsatzgeschwader vor Santiago de Cuba zu stoßen. Schon am folgenden Abend klärte sie mit den Linienschiffen Massachusetts und Iowa den Hafen auf, wobei es zu einem Gefecht mit den spanischen Schiffen und Küstenbatterien kam. Am 6. und 16. Juni wurden die Batterien am Hafeneingang erneut beschossen. Als es dann am 3. Juli 1898 zur Seeschlacht von Santiago de Cuba kam, befand sich die New Orleans zum Kohlen in Key West.
Während des Sommers war die New Orleans an der Blockade der Häfen von San Juan (Puerto Rico) und Guantánamo Bay, Kuba, beteiligt und kaperte am 17. Juli den französischen Blockadebrecher Olinde Rodrigues. Am 20. Oktober traf sie in Philadelphia ein, um an den Friedensfeiern teilzunehmen. In New York wurde sie für ihre Aufgaben im Frieden vorbereitet und besuchte dazu zuerst vom 16. bis zum 29. Mai 1899 das namensgebende New Orleans.
Nach den Sommermanövern an der Atlantikküste verließ die New Orleans am 21. Oktober 1899 New York zur amerikanischen Asienflotte.

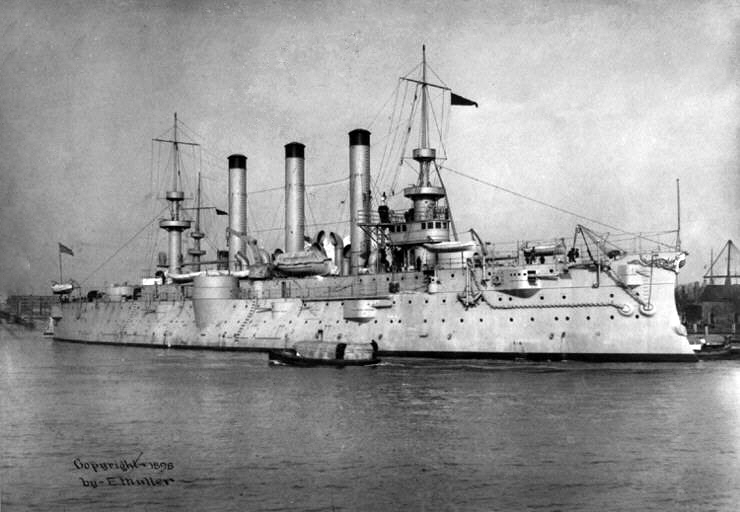
Panzerkreuzer USS Brooklyn

Sie lief unterwegs die Azoren an und dann durch das Mittelmeer, den Suezkanal und den Indischen Ozean, um am 21. Dezember Manila zu erreichen. Die Reise wurde zu einem Wettrennen mit der am 16. ausgelaufenen Brooklyn, die am 30. November in Colombo erstmals eingeholt wurde. Für die nächsten fünf Jahre war die New Orleans das Flaggschiff des Kreuzergeschwaders der Asienflotte und wurde in den Philippinen und vor der chinesischen Küste eingesetzt.
Während des Boxeraufstands hielten die USA sich anfangs zurück, sich auf Seiten der internationalen Kräfte einzuordnen. Erst Ende Juni 1900 kam es zu einer größeren Beteiligung amerikanischer Einheiten unter der Bezeichnung China Relief Expedition. Am 22. August 1900 ging die New Orleans nach Woo Sung bei Shanghai, um sich an der Überwachung der chinesischen Jangtse-Flotte zu beteiligen, die bislang nur von britischen Einheiten überwacht wurden. Die vier chinesischen Kreuzer und die vorhandenen Zerstörer und Torpedoboote griffen aber niemals in die Kämpfe ein. Bis Mitte September versammelten sich vor Shanghai und Woo Sung insgesamt 33 Kriegsschiffe fremder Nationen, um die internationalen Niederlassung dort und an anderen Plätzen am Jangtse zu schützen. Neben der New Orleans kam dort noch das Kanonenboot USS Princeton zum Einsatz. Zum Ende der internationalen Intervention in China befand sich die New Orleans mit dem Hospitalschiff Solance in Chefoo.
Die zunehmenden russisch-japanischen Spannungen führten zu einem Verhalten strikter Neutralität auf amerikanischer Seite, so dass sie eine an eine japanische Firma in Yokohama vergebene Reparatur der New Orleans ohne einen Dockaufenthalt abzuwickeln suchten. Nach Besuchen in Japan überquerte die New Orleans Anfang Dezember den Pazifik nach Hawaii, wohin die gesamte Asiatic Fleet mit dem Flaggschiff Kentucky, den Linienschiffen Wisconsin und Oregon sowie den Kreuzern Raleigh, Cincinnati und dem Schwesterschiff der New Orleans, Albany, verlegte. Zum Jahreswechsel verließ der Verband wieder Honolulu und kehrte über Guam zum Flottenstützpunkt Cavite bei Manila zurück.
Bei Ausbruch des Russisch-japanischen Krieges entsandte der Oberbefehlshaber der Asienflotte aus Manila am 15. Februar sein Kreuzergeschwader nach Shanghai und die New Orleans mit den Kanonenbooten USS Wilmington und USS Annapolis nach Chefoo. Diese Gruppe wurde auf politische Weisung schon nach kurzer Zeit nach Shanghai zurückgezogen. Am 15. Mai 1904 lief die New Orleans unter Konteradmiral Stirling nochmals nach Chefoo, möglicherweise um die Japaner von der Besetzung von chinesischen oder internationalen Liegenschaften bei Rückzug der Russen abzuhalten.
Abgelöst wurde sie durch die USS Baltimore. Am 27. Dezember 1904 verließ sie Cavite und erreichte am 27. Januar 1905 die Marinewerft von Mare Island, wo sie am 6. Februar 1905 außer Dienst gestellt wurde. Auf dem Heimmarsch gab sie einen Teil ihrer britischen Geschütze an die Stützpunkte in Guam und Midway ab, da in der Heimat eine Umbewaffnung auf zehn amerikanische 5 Zoll (12,7 cm)-L/50-Geschütze vorgesehen war.

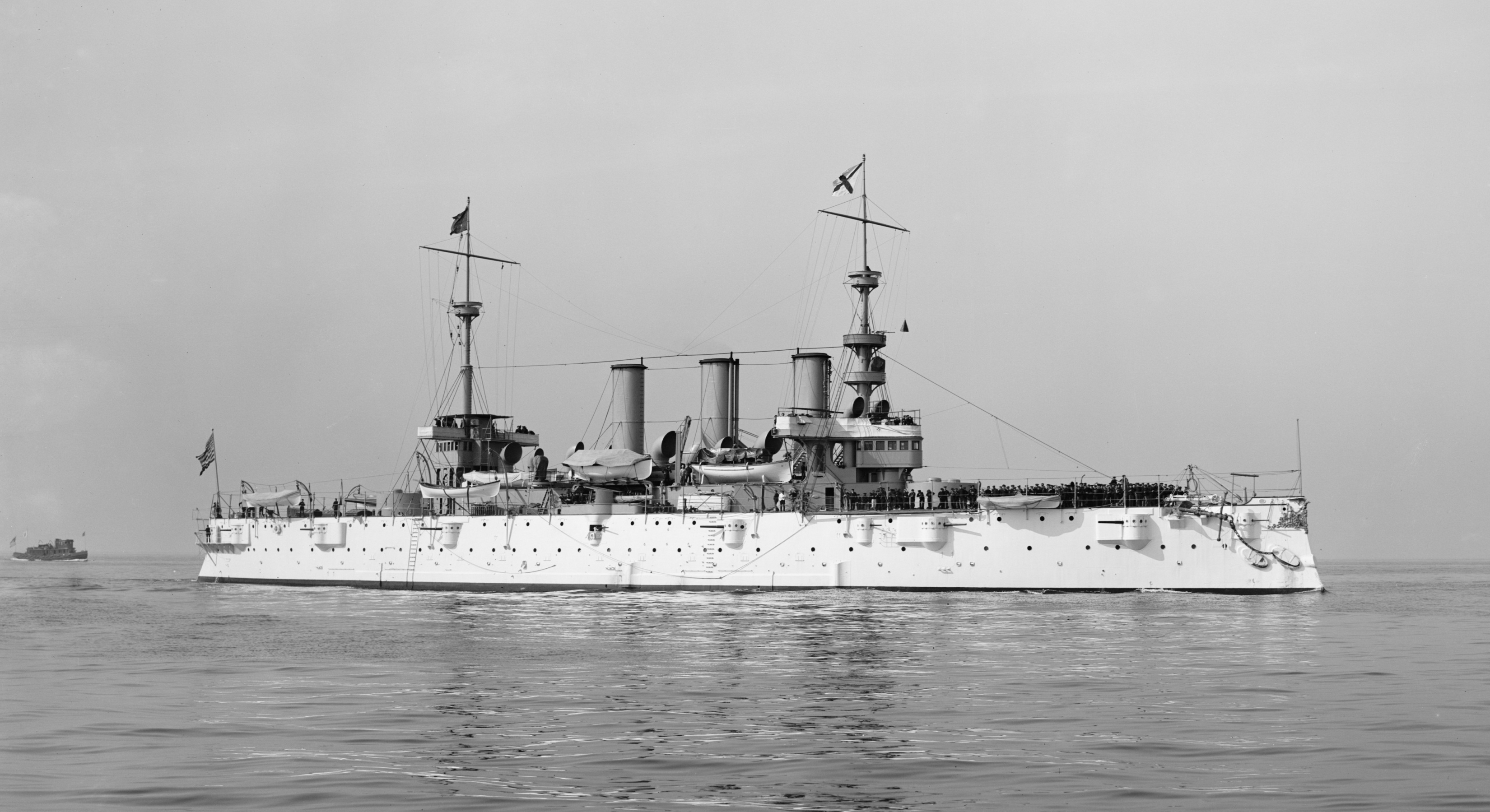
USS New York, ab 1911 Saratoga
Flaggschiff der Asiatic Fleet

Am 15. November 1909 wurde die New Orleans wieder in den aktiven Dienst übernommen und traf am 25. April 1910 wieder zum Dienst bei der Asienflotte in Yokohama ein, der ab September auch ihr Schwesterschiff Albany wieder angehörte. Die New Orleans wurde zu Beginn erneuter fremdenfeindlicher Unruhen in China im Mai 1910 auf dem Jangtse nach Nanjing verlegt, wo sie mit englischen, deutschen und japanischen Schiffen gegebenenfalls eingreifen sollte. Am 29. September 1910 lief sie mit ihrem am 15. September in Wusong bei Shanghai eingetroffenem Schwesterschiff Albany und dem Flaggschiff der Asienflotte, dem Panzerkreuzer USS New York, von Hongkong nach Cavite, wo alle Einheiten der Asienflotte und Teile des Heeres in erhöhter Alarmbereitschaft waren.
Beim Ausbruch der chinesischen Revolution 1911 lag die New Orleans wieder vor Nanjing mit ausgefallener Funkstation. Ende November 1911 wurde sie vom Schwesterschiff Albany abgelöst, das hilfsweise als Flaggschiff des Befehlshabers der Asienflotte diente, der sich ein Bild im Zentrum der Revolution machen wollte. Die New Orleans übernahm die Position der Albany in Shanghai.
Sie blieb im Fernen Osten bis zum Beginn des Jahres 1912 und kehrte am 14. Februar 1912 nach Bremerton zurück und wurde der Reserve zugeordnet.
In den aktiven Dienst kam die New Orleans wieder am 31. Dezember 1913 und wurde bei den angespannten Beziehungen der USA zu Mexiko im Frühjahr 1914 an dessen Pazifikküste entsandt, wo auch Kriegsschiffe andere Nationen, wie der deutsche Kreuzer Nürnberg, die Mexikanische Revolution beobachteten. Am 13. März 1914 wurde die New Orleans beinah in das zweite Gefecht zwischen dem Kanonenboot Tampico der Rebellen und den regierungstreuen Kanonenbooten Guerrero und Morelos in Topolobampo verwickelt, als die Tampico die Regierungsboote angriff. Am 31. griff die Tampico erneut die in Topolobampo nahe der New Orleans liegende Guerrero an. Der Guerrero gelang es diesmal, die Tampico zu versenkten, sie wurde selbst beschädigt und hatte drei Verwundete. Es gelang den Rebellen, die in flachem Wasser gesunkene Tampico Anfang Juni wieder zu heben. Am 16. Juni kam es zu einem erneuten Gefecht zwischen der Tampico und der Guerrero unter den Augen der amerikanischen Pazifikflotte, die mit dem Flaggschiff USS California unter Konteradmiral Thomas B. Howard, der New Orleans, sowie den Zerstörern USS Preble und USS Perry vor Ort war und die Bewegungen der Tampico überwachte. Diesmal gelang es der Guerrero den Gegner in tiefem Wasser zu versenken.
Im Sommer trainierte die Miliz des Staates Washington auf der New Orleans bevor sie im Herbst erneut in die mexikanischen Gewässer zurückkehrte, wo auch das Schwesterschiff Albany im Einsatz war.
Bei Eintritt der USA in den Ersten Weltkrieg befand sich der Kreuzer zur Überholung in der Marinewerft von Puget Sound und verlegte dann durch den Panamakanal an die Ostküste, wo sie am 27. August 1917 in Hampton Roads eintraf.
Die New Orleans begleitete dann in der 6. Division (Schwesterschiff Albany, USS Tacoma, USS Chattanooga) des 2. Kreuzergeschwaders Geleitzüge aus New York über den Atlantik bis zum Zusammentreffen mit Geleitzerstörergruppen vor den britischen Inseln oder Frankreich.
Am 16. Januar 1918 verließ sie New York, um wieder nach Asien zu gehen.
Sie erreichte über den Panamakanal und Honolulu am 13. März 1918 Yokohama und patrouillierte zwischen China und den Philippinen. Ab dem 17. Juli 1919 bis zum 20. Dezember 1919 war sie Stationsschiff in Wladiwostok, und unterstützte die Alliierte Intervention in Sibirien.
Nach Reparaturen in Cavite kehrte die New Orleans am 20. Mai 1920 nach Wladiwostok zurück, wo sie bis zum 27. September 1920 verblieb, um dann normalen Stationsdienst in China oder den Philippinen zu übernehmen. Kurz als PG-34 klassifiziert, wurde sie schließlich am 8. August 1921 als Leichter Kreuzer CL-22 klassifiziert. Vom 14. Februar bis zum 17. August 1922 wurde sie erneut in Wladiwostok eingesetzt.

## Endschicksal
Am 23. September traf sie dann bei der Marinewerft in Mare Island ein, wo sie am 16. November 1922 außer Dienst gestellt wurde. Am 13. November 1929 wurde die USS New Orleans (CL-22) von der Flottenliste gestrichen und am 11. Februar 1930 zusammen mit dem Schwesterschiff Albany zum Abbruch verkauft.